# Yusuke Kaneko
Yusuke Kaneko (金子 祐介, Kaneko Yūsuke) est un sauteur à ski japonais, né le 18 avril 1976.

## Palmarès

### Coupe du monde de saut à ski
- Meilleur classement final: 69e en 2005.
- Meilleur résultat: 17e.